# Foci del Coghinas
Foci del Coghinas este o arie protejată (arie specială de conservare — SAC, sit de importanță comunitară — SCI) din Italia întinsă pe o suprafață de 2.255 ha, din care 31 % marine.

## Localizare
Centrul sitului Foci del Coghinas este situat la coordonatele 40°57′51″N 8°51′14″E / 40.964167°N 8.853889°E.

## Înființare
Situl Foci del Coghinas a fost declarat sit de importanță comunitară în septembrie 1995 pentru a proteja 2 specii de plante și 40 de specii de animale. Situl a fost protejat și ca arie specială de conservare în aprilie 2017.

## Biodiversitate
Situată în ecoregiunea mediteraneană, aria protejată conține 15 habitate naturale: Dune de pe litoral fixate cu Crucianellion maritimae, Dune de coastă cu Juniperus spp., Dune împădurite cu Pinus pinea și/sau Pinus pinaster, Dune mobile de-a lungul țărmului cu Ammophila arenaria („dune albe”), Pășuni mediteraneene udate de apa mării (Juncetalia maritimi), Dune mobile cu vegetație embrionară, Straturi cu Posidonia (Posidonion oceanicae), Matorral arborescenți cu Juniperus spp., Faleze cu vegetație de Limonium spp. endemic de pe coastele mediteraneene, Lagune de coastă, Dune cu vegetație ierboasă Brachypodietalia cu specii anuale, Bancuri de nisip acoperite în permanență slab de apă marină, Dune cu vegetație ierboasă Malcolmietalia, Recifuri, Vegetație anuală la limita mareei.
La baza desemnării sitului se află mai multe specii protejate:
- plante (2): Anchusa crispa, Linaria flava
- păsări (35): pescăruș albastru (Alcedo atthis), Alectoris barbara, fâsă-de-câmp (Anthus campestris), egretă mare (Ardea alba), stârc roșu (Ardea purpurea), stârc galben (Ardeola ralloides), buhai de baltă (Botaurus stellaris), pasărea ogorului (Burhinus oedicnemus), Calonectris diomedea, caprimulg (Caprimulgus europaeus), prundăraș de sărătură (Charadrius alexandrinus), erete de stuf (Circus aeruginosus), erete vânăt (Circus cyaneus), egretă mică (Egretta garzetta), cufundar polar (Gavia arctica), piciorong (Himantopus himantopus), stârc pitic (Ixobrychus minutus), sfrâncioc roșiatic (Lanius collurio), Larus audouinii, Larus genei, pescăruș-cu-cap-negru (Larus melanocephalus), ciocârlie de pădure (Lullula arborea), stârc de noapte (Nycticorax nycticorax), vultur pescar (Pandion haliaetus), Phalacrocorax aristotelis desmarestii, Phoenicopterus ruber, lopătar (Platalea leucorodia), ploier auriu (Pluvialis apricaria), Porphyrio porphyrio porphyrio, ciocântors (Recurvirostra avosetta), chiră de baltă (Sterna hirundo), chiră mică (Sternula albifrons), Sylvia sarda, silvie de tufiș (Sylvia undata), chiră de mare (Thalasseus sandvicensis)
- nevertebrate (1): Papilio hospiton
- pești (1): Alosa fallax
- reptile (3): Caretta caretta, Euleptes europaea, Testudo marginata

Pe lângă speciile protejate, pe teritoriul sitului au mai fost identificate 16 specii de plante, 71 de specii de păsări, 2 specii de amfibieni, 5 specii de mamifere, 1 specie de nevertebrate, 1 specie de pești, 10 specii de reptile.